# Bestiário (gladiador)

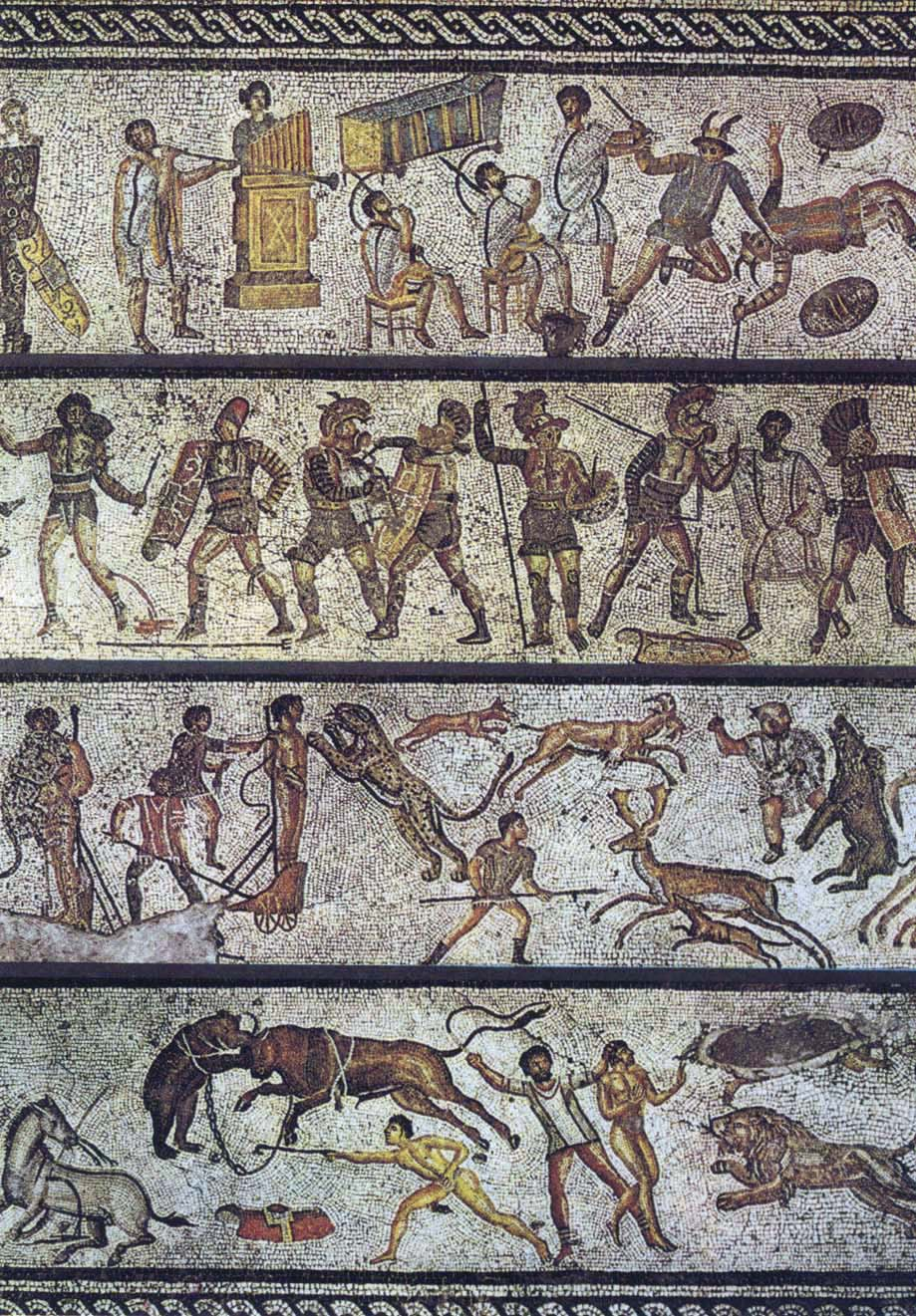
Bestiários em acção

Na Roma Antiga, bestiário (em latim: bestiarius; plural: bestiarii) era um homem que combatia animais ferozes, ou que era exposto a eles no ato de execução. É habitual distinguir duas categorias de bestiários: os condenados à morte por animais e os que faziam disso a sua profissão voluntária. Os últimos são habitual mas erroneamente chamados gladiadores; na Antiga Roma, o termo gladiador referia-se especificamente a quem combatia outros homens. O termo contemporâneo para os que faziam carreira na arena em "caçadas" era venadores (em latim: venatores).

## Como método de execução
Como forma de pena de morte e tortura, a morte por animais ferozes era uma punição para inimigos do Estado, uma categoria que incluía prisioneiros e escravos que tivessem cometido crimes graves. Eram enviados para a morte nus e sem defesas contra os animais. Mesmo que conseguissem matar um, novas feras eram continuamente soltas sobre eles, até que todos os bestiários fossem mortos. Há relatos de que era muitas vezes preciso haver duas feras para matar um homem, e outros que afirmam o contrário, que muitas vezes uma fera matava vários homens. Cícero menciona um único leão que sozinho matou 200 bestiários.
Entre outros, os proto-cristãos condenados à morte por feras foram bestiários. Alguns eram cidadãos romanos que, em teoria, não deviam ser condenados à morte por esta forma.

## Combate voluntário
Os bestiários, afirmou Séneca, eram homens jovens que se especializaram no manejo de armas, combatendo por vezes as feras e por vezes entre si; eram bravos que, para exibir a sua coragem e destreza, se expunham a estes combates perigosos. Augusto encorajou esta prática em jovens da nobreza; Nero expôs-se a ela; e foi por matar feras no anfiteatro que Cómodo adquiriu o título de Hércules romano.
No século XVI o francês Vigenère considerou mais dois tipos de bestiários: O primeiro é o dos que faziam disso comércio e combatiam por dinheiro. É possível terem existido escolas em Roma, em que homens eram ensinados e treinados para combater feras (scholae bestiarum, ou bestiariorum). O segundo tipo era de grupos de bestiários armados, os quais combatiam em conjunto as feras.